# Glock 18
Glock 18 — австрійський автоматичний пістолет виробництва Glock GmbH. Призначений для озброєння спецпідрозділів армії та поліції.

## Опис
Glock 18 розроблений на базі пістолета Glock 17 і вирізняється насамперед наявністю перекладача режиму стрільби, що дозволяє вести вогонь поодинчими пострілами або чергами. В останньому випадку темп стрільби становить приблизно 1200 постр./хв. Можливий випуск варіантів, що стріляють як чергами по 3 постріли, так і повністю автоматичним вогнем, але не в одному зразку. Зброя може використовувати як стандартні магазини місткістю 19 патронів, так і магазини для моделі 17. Є також магазини місткістю 31 патрон. Враховуючи дуже високий темп стрільби, краще використовувати саме останні, оскільки повністю споряджений 31 патроном магазин в автоматичному режимі повністю спустошується трохи менше ніж за дві секунди.
Glock 18 легко відрізнити по дуловій частині ствола з отворами зверху, що виступає за межі затвора-кожуха. Дані отвори являють собою інтегрований компенсатор реактивного типу, що зменшує відбій зброї при стрільбі. У моделі 18C отвори в стволі збігаються з отворами в затворі-кожусі як в моделі 17C.

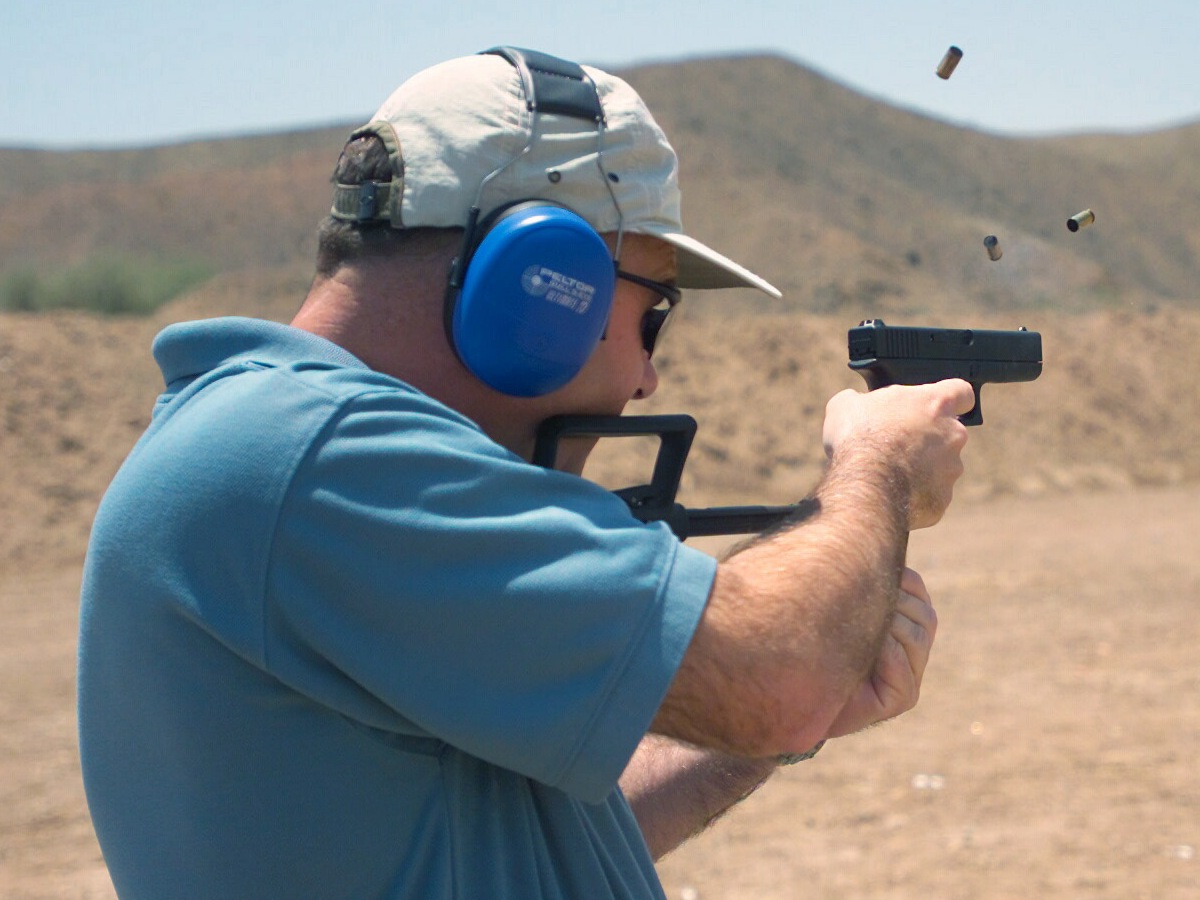
Glock 18 з плечовим упором

Ряд фірм випускають для нього додаткові аксесуари, такі як складний приклад або спеціальне кріплення, що дозволяє використовувати запасний магазин як переднє руків'я для утримання.
Деякі деталі моделі 18 (зокрема, затвор) виконані не взаємозамінними з аналогічними деталями пістолета Глок 17 з міркувань безпеки.
Прицільне пристосування виконано знімним і встановлюється у поперечних пазах типу «ластівчин хвіст».
Стандартно встановлюється нерегульоване прицільне пристосування з нанесеними білими, або такими що світяться (тритієві), точками для зручності прицілювання в умовах поганого освітлення. Пістолет продемонстрував чудову надійність роботи при стрілецьких випробуваннях тисячами патронів в автоматичному режимі. При безперервному вистрілюванні з нього сотні патронів затвор-кожух і ствол сильно нагріваються, але після охолодження зброї у холодній воді, пістолет продовжує працювати безвідмовно. .